# Zapla
Zapla – miejscowość w północno-zachodniej Argentynie, w Andach, w prowincji Jujuy.
W mieście rozwinął się przemysł wydobywczy.
Zaplę zamieszkuje 500 mieszkańców.